# Љубав на телефону
„Љубав на телефону” је југословенски ТВ филм из 1968. године. Режирао га је Љубомир Драшкић а сценарио је написао Брана Црнчевић.

## Улоге
| Глумац                | Улога |
| --------------------- | ----- |
| Зоран Ратковић        |       |
| Маја Чучковић         |       |
| Зоран Радмиловић      |       |
| Слободан Цица Перовић |       |
| Милутин Бутковић      |       |